# Intégrale de Cauchy
L'intégrale de Cauchy est une intégrale qui fait le lien entre l'intégrale de Riemann, classique mais à variables réelles, et les variables complexes.

## Chemin
Une courbe dans X est une application continue {\displaystyle \gamma :[\alpha ,\beta ]\rightarrow X,\alpha <\beta \in \mathbb {R} }. On appelle {\displaystyle [\alpha ,\beta ]} l’intervalle de paramétrage de γ, et on note {\displaystyle \gamma ^{*}} l’image de l’application.
Si {\displaystyle \gamma (\alpha )=\gamma (\beta )}, la courbe est dite fermée.
Un chemin γ est une courbe du plan complexe muni de sa topologie euclidienne, continûment dérivable par morceaux.
Un chemin fermé est une courbe fermée qui est aussi un chemin.

## Définition de l'intégrale
En considérant un chemin γ et {\displaystyle f:\gamma ^{*}\rightarrow \mathbb {C} }, une fonction continue, on définit l'intégrale de Cauchy de f sur le chemin γ comme le nombre complexe :
Cette intégrale est bien définie au sens de Riemann.